# Concept de limite
 (septembre 2007).
 (juillet 2008).
Si vous disposez d'ouvrages ou d'articles de référence ou si vous connaissez des sites web de qualité traitant du thème abordé ici, merci de compléter l'article en donnant les références utiles à sa vérifiabilité et en les liant à la section « Notes et références ».
 (août 2025).
La limite apparaît comme une zone grise entre le blanc et le noir et non pas une ligne de démarcation nette et claire. La notion paradoxale d'interface est représentative du concept de limite. Cette notion est paradoxale dans la mesure où elle est le lieu de l'interférence, de la superposition et de l'interpénétration de deux ou plusieurs univers disjoints et réputés distincts ou incompatibles. Mais aussi, et on l'oublie souvent, elle est un lieu de communication et de négociation entre ces univers. Le terme personnalité borderline est souvent employé dans les études de cas, et ce, même en français, pour exprimer cet état.

## Naissance du concept
Comme l'hystérie fut à la mode aux premiers moments de Sigmund Freud et point de départ de toute l'œuvre freudienne, les frontières, limites, seuils et bifurcations le sont dans les années 1970-90. La frontière et le seuil sont ce qui relie et sépare à la fois et contient celles de l'extrême, de la fin de quelque chose et du commencement d'autre chose. C'est dans l'ouvrage d'André Green, La folie privée. Psychanalyse des cas limites, (Gallimard, Paris 1990), que se trouve le développement du concept de limite et du cas-limite comme état, et non seulement comme passage ou  « mélange confus » névrose-psychose.

## Élaboration du concept
Dans le sens commun, ce qui est paradoxal est défini comme ce qui est contraire à l'opinion commune, ce qui est bizarre, inconcevable, incompréhensible, ce qui heurte la raison, le bon sens ou la logique. Le paradoxe de l'interface, de l'intersection, de l'interpénétration et de la superposition réside dans la conjonction et la disjonction de deux univers, de la double appartenance à ces deux univers réputés mutuellement exclusifs.
Dans l'interface, un côté est tourné vers "A", tandis que l'autre côté est tourné vers "B", cette interface est la partie commune à "A" et "B". Dans la logique du tiers exclu, le paradoxe de l'interface surgit du fait qu'il est à la fois l'un et l'autre, avec l'habitude de penser en termes de ou bien l'un ou bien l'autre.

### La limite comme état
La limite est « à la fois » la fin de quelque chose et le commencement d'autre chose, dans l'espace, le temps et la circonscription d'un phénomène.

« […] la limite de la folie n'est pas une  ligne, mais un vaste territoire où nulle division ne permet de séparer la folie de la non-folie »

— (op. cit. 1990, pp. 104-105).
Cette circonscription, dans la complexité d'un phénomène, ne peut pas être une délimitation claire et nette sans tomber dans un excès de simplification et de schématisation. L'exemple illustratif visuel est dans un tableau impressionniste en contraste à une scène de bandes dessinées aux contours bien délimités.
Le cas-limite (borderline) est une phase, étape ou moment (aussi bien comme instant que comme rapport de forces) critique - dans la signification authentique ou profonde de croisée des chemins ou bifurcation - repérable dans le temps par un avant et un après et dans les symptomatologies par une forme et une autre.
Pour André Green, la limite est un état et le cas-limite est métastable plutôt qu'un simple passage à travers une frontière imaginaire entre névrose et psychose. Le terme Aufhebung de Hegel, utilisé par Freud, rend bien compte de ce phénomène de disparition-apparition-conservation.
André Green se propose d'aborder le cas-limite en lui-même et pour lui-même. « Une telle généralisation est-elle nécessairement liée aux deux territoires qui sont de part et d'autre de la frontière, à savoir la psychose et la névrose, ou bien la limite peut-elle être elle-même l'objet d'une théorisation ? » (op. cit. 1990, p. 105).
Dans les langues occidentales, il y a prédominance de l'avoir sur l'être, comme il est plus facilement compréhensible d'avoir des frontières plutôt que d'être une frontière et comme on dit plus souvent « avoir un enfant » plutôt que « être parent d'un enfant. »

« […] Les parties divisées peuvent communiquer par une zone commune, floues, avec quelques aires d'intersection, comme dans la rencontre de deux nuages. En cas de danger, les limites osmotiques peuvent  s'agrandir pour  soulager le dedans des excitations importunes. D'autres mesures sont possibles: par exemple, une rigidification de la ligne, une sorte de sclérose ou bien le brouillage des frontières qui crée, au lieu d'une démarcation fragile, un no man's land. En n'en commande les opérations entre une frontière, c'est s'identifier à une limite mouvante qu'on subit plus qu'on… »

— (op. cit. 1990, pp. 107-108).
Pour élaborer la limite comme état, André Green a battu le rappel de Wilfred Bion, Sigmund Freud, Melanie Klein et Donald Winnicott. Au plus simple, Freud a inventé la névrose et la psychose et les a mises en deux boîtes distinctes une fois réifiées. Green tente d'inventer l'état-limite réifiable et pouvant être circonscrit et mis dans une troisième boîte distinguable des deux premières.

### Spécificité de l'état-limite
Chez Freud, la démarcation entre névrose et psychose se rapporte à ce qu'il nomme le principe de réalité. La névrose ne dénie pas la réalité, elle veut seulement et simplement l'ignorer (dans la signification anglaise de ne rien vouloir savoir), tandis que la psychose dénie la réalité et cherche à la remplacer d'une façon ou de l'autre, dans l'évanouissement ou la substitution.
Le débat avec Freud se continue sur les deux traumatismes fondamentaux. Le premier traumatisme intervient de façon précoce et est accompagné de frustrations graves et de la menace de perte de l'objet conduisant à une pseudo latence précoce ; il est suivi d'une structure nommée de "tronc commun des états-limites" qui est une configuration provisoire explicitée par Jean Bergeret (1974).
Le deuxième traumatisme surviendra à la fin de l'adolescence prolongée au-delà de son terme habituel et détruira cette configuration provisoire non structurée. Les états d'anxiété aiguë sont désorganisateurs et ont pour effet de réorganiser le « Moi » de deux façons, la perversion et les troubles de caractère, dans trois directions possibles: la névrose, la psychose ou la régression psychosomatique. « L'état-limite est donc cet état-critique au point de bifurcation. »

### L'enrichissement du concept
Chez Melanie Klein (1882-1960), c'est la relation d'objet au tout début de la vie et la nature narcissique de la relation d'objet schizoïde, dans la phase dépressive et la phase schizoïde-paranoïde, qui sont les plus importantes dans les interactions entre amour (Love) haine (Hate) et connaissance (Knowledge) inventées par Bion dans ses commentaires sur le schéma kleinien du développement de l'appareil psychique.
Cette interaction entre l'amour et la haine envers la connaissance introduit nécessairement la notion de limite dans la relation contenant-contenu (l'état de l'inconnaissable et l'objet de l'inconnaissable conduisant à l'état de connaissance ne portant que sur ce qui est connaissable) qui est  fondamentale pour l'étude des structures psychiques.
La contribution majeure de Klein, dans le champ préœdipien de la psychanalyse, est cruciale et controversée dans sa prise en compte et sa description de la rigidification des émotions, de la rupture, césure ou clivage sujet-objet, de l'idéalisation et de l'identification projective à un alter ego qui pourrait être un ego altéré.
Dans la chapelle kleinienne, Wilfred Bion, dans Différenciation de la part psychotique et de la part non-psychotique de la personnalité (1955), a fait une relecture des œuvres de Freud et mis les idées freudiennes sur la psyché dans la perspective de Klein, particulièrement sur les processus de la pensée en relation avec le rapport d'objet et l'identification projective considérée comme un dispositif fondamental de défense.
Bion a souligné l'importance de la double haine à la fois envers la réalité interne et la réalité externe. La réalité interne est imaginaire, c'est celle des valeurs et significations conférées aux êtres, événements ou objets et la réalité externe est celle physique de ces êtres, événements ou objets matériels directement observables, quantifiables et mesurables par beaucoup de personnes différentes qui peuvent comparer et partager ou non leurs observations et leurs mesures.
Bion a également mis en évidence et décrit la « précipitation » (aussi bien dans l'imagerie physico-chimique de coagulation, condensation, cristallisation, rigidification ou solidification, à la manière du blanc d'œuf soumis à la chaleur que comme accélération) qui est aussi un développement prématuré et une « anticipation » qui nuit au développement de l'appareil de la pensée et qui est aussi une défense non pas dans la régression ou fuite en arrière du temps, mais dans la fuite en avant du temps. Anticipation et précipitation se rapportent aussi bien au temps du développement qu'à la condensation ou rigidification.
Donald Winnicott (1896-1971) s'est également intéressé à la relation mère-nourrisson et a tenté de cerner la formation, en tant que processus et non seulement de produit, du moi chez l'enfant. Il accorde une grande importance à un « environnement facilitant », à la sollicitude et au soutien de l'entourage humain des proches importants pour l'enfant. Ces proches se ramènent et se résument très souvent à la mère. Sollicitude et soutien qui conduisent au déplacement de l'intérêt, de l'objet externe vers l'objet interne dont l'importance est d'attirer l'attention bien plus sur l'effet réciproque entre dehors-dedans que sur les facteurs extérieurs.

### Le lieu de l'état limite
Il en résulte la reconnaissance d'une « zone intermédiaire » et l'impossibilité de l'enfant à la constituer dans certains cas. Cette zone intermédiaire est constituée de structures appelées « organisations limites ». La pensée winnicotienne fleurette (l'ancien français fleureter ou conter fleurette a donné to flirt anglais) avec le paradoxe de la "redondance", de la « superposition », du « compromis » et du « compartimentage » (Yves Barel, Le paradoxe et le système. Essai sur le fantastique social, PUG, Grenoble 1979). Le concept de limite exprime toutes ces formes de paradoxe.
Winnicott a défini l'objet transitionnel comme coexistence du OUI et du NON : « l'objet transitionnel est et n'est pas le sein ». Un autre type de réponse est fourni par le cas-limite: NI OUI NI NON. L'objet transitionnel est un  refus positif de choisir entre un OUI et un NON en admettant leur coexistence et c'est pourquoi il peut être créateur. Les symptômes du cas-limite qui prennent la place des objets transitionnels manifestent un refus négatif du choix: ni OUI ni NON. Posée en termes d'existence, la question pourrait être : l'objet est-il mort (perdu) ou vivant (trouvé)? ou Suis-je mort ou vivant? Ni OUI ni NON.

« […] Pour sortir de tels dilemmes, j'aimerais souligner l'utilité du concept d'absence (Lacan). L'absence ne comporte ni perte ni mort. L'absence est un état intermédiaire à mi-chemin entre la perte et la mort. Un excès de présence, et c'est l'intrusion, un excès d'absence, et c'est la perte. Le couple absence-présence ne peut être dissocié… J'y ajouterai l'hypothèse que j'ai défendue sur la fonction des processus tertiaires. De tels processus, non matérialisés, sont constitués de mécanismes conjonctifs et disjonctifs de liens fonctionnant comme médiateurs entre les processus primaires et secondaires. Ils n'ont d'autre matérialité que celle qui établit les relations de deux autres types de processus: primaires et secondaires. Ils paraissent nécessaires au maintien d'un équilibre entre les divers régimes du fonctionnement psychique et seraient liés au préconscient. Ils serviraient lors de la créativité à contrer la nocivité du clivage, dont l'excès conduit à la désintégration puis à la mort psychique. Mais le clivage est lui-même le moyen d'échapper à la confusion." »

— André Green, op. cit.190, p. 139.

### Impossible choix et message contradictoire
Le paradoxe de la confusion (fondre ensemble l'un dans l'autre), de la redondance et de la superposition est illustré par certaines gravures de Maurizius Escher où deux figures ou univers coexistent, où des mêmes éléments appartiennent  à la fois et en même temps à ces deux figures ou univers.
C'est la configuration de redondance et de superposition qui est la plus générale et la plus évidente pour la frontière ou limite. La redondance n’est pas la répétition à l’identique, mais le déploiement d’une multitude de versions différentes d’un même schéma organisateur, d’une même structure, d’une même fonction ou d’un même comportement.
Le paradoxe du compromis est dans la stratégie double, dans l'unité de temps et de lieu, du message assorti d'un métamessage, comme un geste agressif assorti d'un signal « ceci est un jeu », révélé par Gregory Bateson. L'expression « à la fois… et… » illustre ce paradoxe du compromis, alors que le clivage est dans l'expression « ou bien, ou bien » du compartimentage.
Le « double bind » est un compromis dans les injonctions paradoxales où pour obéir à l'une il faut désobéir à l'autre, dans la créativité, l'humour et la pathogenèse avec une troisième injonction appelée « injonction-cliquet » qui oblige à choisir dans une situation de choix impossible et qui interdit toute sortie dans le commentaire, dans l'inaction et dans la révolte contre l'autorité externe ou intériorisée qui ordonne.
Le paradoxe du compartimentage est dans la stratégie double où les deux branches simulent l'ignorance mutuelle, comme dans l'expression « que ma main gauche ignore ma main droite ». C'est la stratégie du bâton et de la bonne parole, de l'alliance du sabre et du goupillon, depuis le coup de génie de l'empereur Constantin qui a fait du christianisme la religion d'État de Rome pour armer les légions romaines d'une idéologie conquérante.